# Salts als Jocs Olímpics d'estiu de 1928 - Trampolí de 3 metres masculí
El salt de trampolí de 3 metres masculí fou una de les quatre proves de salts que es disputà dins el programa dels Jocs Olímpics d'Amsterdam del 1928. La prova es va disputar el 6 i 8 d'agost de 1928. Hi van prendre part 23 saltadors de 15 països diferents.

## Medallistes
| Or                    | Plata                  | Bronze              |
| Pete Desjardins (USA) | Michael Galitzen (USA) | Farid Simaika (EGY) |

## Resultats

### Primera ronda
Es va disputar el 6 d'agost. Els tres primers saltadors de cada grup passen a la final. Els saltadors realitzen 11 salts, 5 obligatoris del trampolí de 3 metres i 6 de lliures des del trampolí d'1 o 3 metres.
| Pos. | Saltadors       | Nació          | Jutges | Jutges | Jutges | Jutges | Jutges | Jutges | Jutges | Jutges | Jutges | Jutges | Punts ordinals | Mitjana de punts |
| Pos. | Saltadors       | Nació          | USA    | USA    | DEU    | DEU    | AUT    | AUT    | GBR    | GBR    | SWE    | SWE    | Punts ordinals | Mitjana de punts |
| Pos. | Saltadors       | Nació          | PO     | PT     | PO     | PT     | PO     | PT     | PO     | PT     | PO     | PT     | Punts ordinals | Mitjana de punts |
| ---- | --------------- | -------------- | ------ | ------ | ------ | ------ | ------ | ------ | ------ | ------ | ------ | ------ | -------------- | ---------------- |
| 1    | Pete Desjardins | Estats Units   | 1      | 179,1  | 1      | 180,5  | 1      | 179,7  | 1      | 185,2  | 1      | 186,0  | 5              | 182,10           |
| 2    | Heinz Plumanns  | Alemanya       | 4      | 129,3  | 2      | 171,2  | 2      | 145,8  | 2      | 154,5  | 2      | 139,2  | 12             | 148,00           |
| 3    | Alfred Phillips | Canadà         | 2      | 146,1  | 4      | 135,7  | 3      | 136,3  | 4      | 123,0  | 4      | 129,4  | 17             | 134,10           |
| 4    | Luciano Cozzi   | Itàlia         | 5      | 126,3  | 3      | 140,0  | 4      | 135,0  | 3      | 123,7  | 5      | 120,7  | 20             | 129,14           |
| 5    | Edmund Lindmark | Suècia         | 3      | 138,6  | 6      | 115,5  | 5      | 114,5  | 5      | 117,2  | 3      | 132,7  | 22             | 123,70           |
| 6    | Henk Lotgering  | Països Baixos  | 6      | 115,8  | 5      | 123,2  | 6      | 103,8  | 6      | 107,8  | 6      | 114,3  | 29             | 112,98           |
| 7    | Armand Billard  | França         | 8      | 102,6  | 7      | 114,1  | 7      | 96,9   | 8      | 92,1   | 7      | 101,5  | 37             | 101,44           |
| 8    | Josef Nasvadba  | Txecoslovàquia | 7      | 108,7  | 8      | 109,1  | 8      | 96,4   | 7      | 98,9   | 8      | 99,3   | 38             | 102,48           |

| Pos. | Saltadors          | Nació          | Jutges | Jutges | Jutges | Jutges | Jutges | Jutges | Jutges | Jutges | Jutges | Jutges | Punts ordinals | Mitjana de punts |
| Pos. | Saltadors          | Nació          | USA    | USA    | DEU    | DEU    | AUT    | AUT    | GBR    | GBR    | SWE    | SWE    | Punts ordinals | Mitjana de punts |
| Pos. | Saltadors          | Nació          | PO     | PT     | PO     | PT     | PO     | PT     | PO     | PT     | PO     | PT     | Punts ordinals | Mitjana de punts |
| ---- | ------------------ | -------------- | ------ | ------ | ------ | ------ | ------ | ------ | ------ | ------ | ------ | ------ | -------------- | ---------------- |
| 1    | Michael Galitzen   | Estats Units   | 1      | 186,3  | 1      | 171,2  | 1      | 177,5  | 1      | 181,1  | 1      | 178,6  | 5              | 178,94           |
| 2    | Farid Simaika      | Egipte         | 2      | 166,5  | 2      | 161,7  | 2      | 168,9  | 2      | 160,4  | 2      | 167,3  | 10             | 164,96           |
| 3    | Ewald Riebschläger | Alemanya       | 3      | 142,0  | 3      | 159,9  | 3      | 151,7  | 3      | 154,3  | 3      | 148,1  | 15             | 151,2            |
| 4    | Július Baláž       | Txecoslovàquia | 4      | 132,1  | 4      | 142,3  | 4      | 136,8  | 4      | 146,5  | 4      | 138,5  | 20             | 139,24           |
| 5    | Curt Sjöberg       | Suècia         | 5      | 124,7  | 5      | 133,2  | 6      | 127,6  | 6      | 125,1  | 5      | 135,7  | 27             | 129,26           |
| 6    | Josef Staudinger   | Àustria        | 6      | 121,8  | 6      | 129,2  | 5      | 135,9  | 5      | 132,8  | 6      | 123,0  | 28             | 128,54           |
| 7    | Arthur Bischoff    | Suïssa         | 7      | 97,0   | 7      | 103,3  | 7      | 100,0  | 7      | 96,9   | 7      | 103,5  | 35             | 100,14           |
| 8    | Harry Morris       | Austràlia      | 8      | 91,5   | 8      | 101,9  | 8      | 85,0   | 8      | 96,1   | 8      | 97,8   | 40             | 94,46            |

| Pos. | Saltadors         | Nació         | Jutges | Jutges | Jutges | Jutges | Jutges | Jutges | Jutges | Jutges | Jutges | Jutges | Punts ordinals | Mitjana de punts |
| Pos. | Saltadors         | Nació         | USA    | USA    | DEU    | DEU    | AUT    | AUT    | GBR    | GBR    | SWE    | SWE    | Punts ordinals | Mitjana de punts |
| Pos. | Saltadors         | Nació         | PO     | PT     | PO     | PT     | PO     | PT     | PO     | PT     | PO     | PT     | Punts ordinals | Mitjana de punts |
| ---- | ----------------- | ------------- | ------ | ------ | ------ | ------ | ------ | ------ | ------ | ------ | ------ | ------ | -------------- | ---------------- |
| 1    | Harold Smith      | Estats Units  | 1      | 174,8  | 1      | 168,9  | 1      | 169,0  | 1      | 167,1  | 1      | 168,7  | 5              | 169,70           |
| 2    | Arthur Mund       | Alemanya      | 2      | 146,1  | 2      | 162,4  | 2      | 148,1  | 3      | 142,8  | 2      | 143    | 11             | 148,48           |
| 3    | Fumo Takashina    | Japó          | 3      | 134,0  | 3      | 143,1  | 3      | 137,0  | 2      | 144,6  | 3      | 140,4  | 14             | 139,82           |
| 4    | Maurice Lepage    | França        | 5      | 126,6  | 4      | 134,2  | 4      | 129,6  | 4      | 142,3  | 4      | 129,9  | 21             | 132,52           |
| 5    | Louis Gompers     | Països Baixos | 4      | 129,1  | 5      | 124,3  | 5      | 113,2  | 5      | 125,2  | 5      | 124,4  | 24             | 123,24           |
| 6    | Federico Mariscal | Mèxic         | 7      | 85,4   | 6      | 87,9   | 6      | 90,0   | 6      | 86,4   | 6      | 94,5   | 31             | 88,84            |
| 7    | S. C. Mercer      | Regne Unit    | 6      | 88,6   | 7      | 71,6   | 7      | 78,1   | 7      | 82,5   | 7      | 88,4   | 34             | 81,84            |

### Final
Es disputà el 8 d'agost. Els saltadors realitzen 11 salts, 5 obligatoris del trampolí de 3 metres i 6 de lliures des del trampolí d'1 o 3 metres.
| Pos. | Saltadors          | Nació        | Jutges | Jutges | Jutges | Jutges | Jutges | Jutges | Jutges | Jutges | Jutges | Jutges | Punts ordinals | Mitjana de punts |
| Pos. | Saltadors          | Nació        | USA    | USA    | DEU    | DEU    | AUT    | AUT    | GBR    | GBR    | SWE    | SWE    | Punts ordinals | Mitjana de punts |
| Pos. | Saltadors          | Nació        | PO     | PT     | PO     | PT     | PO     | PT     | PO     | PT     | PO     | PT     | Punts ordinals | Mitjana de punts |
| ---- | ------------------ | ------------ | ------ | ------ | ------ | ------ | ------ | ------ | ------ | ------ | ------ | ------ | -------------- | ---------------- |
| 1    | Pete Desjardins    | Estats Units | 1      | 187,9  | 1      | 181,1  | 1      | 181,6  | 1      | 186,8  | 1      | 187,8  | 5              | 185,04           |
| 2    | Michael Galitzen   | Estats Units | 2      | 181,9  | 4      | 167,7  | 2      | 176,0  | 2      | 176,0  | 4      | 168,7  | 14             | 174,06           |
| 3    | Farid Simaika      | Egipte       | 3      | 171,4  | 2      | 173,3  | 3      | 173,1  | 3      | 172,9  | 2      | 171,6  | 13             | 172,46           |
| 4    | Harold Smith       | Estats Units | 4      | 168,9  | 3      | 172,6  | 4      | 167,2  | 4      | 166,5  | 3      | 169,6  | 18             | 168,96           |
| 5    | Arthur Mund        | Alemanya     | 6      | 148,3  | 5      | 166,5  | 5      | 158,2  | 7,5    | 146,1  | 6      | 154,5  | 29,5           | 154,72           |
| 6    | Ewald Riebschläger | Alemanya     | 7      | 148,1  | 6      | 160,9  | 6      | 150,9  | 5      | 158,5  | 7      | 150,9  | 31             | 153,86           |
| 7    | Alfred Phillips    | Canadà       | 5      | 151,6  | 8      | 149,0  | 7      | 145,5  | 7,5    | 146,1  | 5      | 155,2  | 32,5           | 149,48           |
| 8    | Heinz Plumanns     | Alemanya     | 8      | 147,6  | 7      | 155,3  | 8      | 143,0  | 6      | 156,9  | 8      | 148,1  | 37             | 150,18           |
| 9    | Fumo Takashina     | Japó         | 9      | 137,4  | 9      | 142,8  | 9      | 131,2  | 9      | 143,9  | 9      | 143,6  | 45             | 139,78           |